# Winteraceae
Winteraceae is een botanische naam, voor een familie in de bedektzadigen of bloemplanten. Een familie onder deze naam wordt de laatste decennia algemeen erkend door systemen voor plantentaxonomie, en zo ook door het APG-systeem (1998) en het APG II-systeem (2003).
APG I plaatst de familie niet in een orde, maar APG II plaatst haar in de orde Canellales. Het Cronquist-systeem (1981) plaatste haar in de orde Magnoliales.
Het gaat om een vrij kleine familie van zo'n honderd soorten in zo'n half dozijn genera: het zijn houtige planten.

## Geslachten[1]
- Drimys J.R.Forst. & G.Forst.
- Pseudowintera Dandy
- Takhtajania Baranova & J.-F.Leroy
- Tasmannia R.Br. ex DC.
- Zygogynum Baill.